# Dumitru Simulescu
Dumitru Simulescu (n. 25 octombrie 1912 în satul Ghioroiu, Vâlcea din comuna Ghioroiu, județul Vâlcea   - d.?), a fost un demnitar comunist român.
În 1939 a devenit membru ilegalist al PCR. A fost membru al CC al PMR/PCR în perioada 1960 -1974. A fost vice-ministru al industriei electrice (1950 -1953), ministrul poștelor și telecomunicațiilor (1953 -1957) , vice-ministru al transporturilor și telecomunicațiilor, , ministrul transporturilor și telecomunicațiilor (1961 - 1965), ministrul căilor ferate (1965 - 1966). Dumitru Simulescu a fost demis din funcția de ministru în 1966, în urma unui accident feroviar în care au decedat 38 de persoane.
Dumitru Simulescu a fost deputat în Marea Adunarea Națională în sesiunile din perioada 1957 - 1975. 

## Distincții
- Medalia „A cincea aniversare a Republicii Populare Române” (24 decembrie 1952) „pentru lupta și munca duse în vederea făuririi, consolidării și prosperării Republicii Populare Române”[8]
- Ordinul Muncii clasa a III-a (21 august 1954) „pentru merite deosebite pe tărîmul construcției de stat, economice, sociale și culturale, cu ocazia celei de a zecea aniversări a eliberării patriei noastre”[9]
- Ordinul Muncii clasa a II-a (30 decembrie 1957) „cu ocazia celei de a zecea aniversări a proclamării Republicii Populare Romîne și pentru merite deosebite în îndeplinirea sarcinilor date de Partidul Muncitoresc Romîn, pentru merite deosebite pe tărîmul construcției de stat, economice, sociale, culturale și obștești”[10]
- Ordinul „23 August” clasa a III-a (12 august 1959) „pentru îndelungată activitate în mișcarea muncitorească, pentru contribuția activă la răsturnarea dictaturii militaro-fasciste și instaurarea regimului democrat-popular, pentru merite deosebite în opera de construire a socialismului”[11]
- Medalia „40 de ani de la înființarea Partidului Comunist din Romînia” (6 mai 1961) „pentru activitate îndelungată în mișcarea muncitorească și merite în opera de construire a socialismului”[12]
- Ordinul Muncii clasa I (5 noiembrie 1962) „pentru activitate îndelungată în mișcarea muncitorească și merite deosebite în opera de construire a socialismului, cu prilejul împlinirii a 50 de ani de la nașterea sa”[13]
- Ordinul „Steaua Republicii Populare Romîne” clasa a II-a (18 august 1964) „pentru merite deosebite în opera de construire a socialismului, cu prilejul celei de a XX-a aniversări a eliberării patriei”[14]
- Ordinul „Tudor Vladimirescu” clasa a II-a (30 aprilie 1966) „cu prilejul celei de-a 45-a aniversări de la înființarea Partidului Comunist din România, pentru îndelungată activitate în mișcarea muncitorească și merite deosebite în opera de construire a socialismului”[15]
- Ordinul „Apărarea Patriei” clasa a II-a (4 mai 1971) „cu prilejul aniversării a 50 de ani de la constituirea Partidului Comunist Român, [...] pentru activitate îndelungată în mișcarea muncitorească și merite deosebite în opera de construire a socialismului”[16]